# Daniel Gottlob Türk

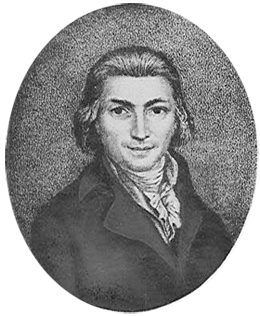
Daniel Gottlob Türk

Daniel Gottlob Türk (* 10. August 1750 in Claußnitz; † 26. August 1813 in Halle) war ein deutscher Organist, Musikpädagoge und Komponist und gilt als Begründer der lokalen Händel-Pflege.

## Leben

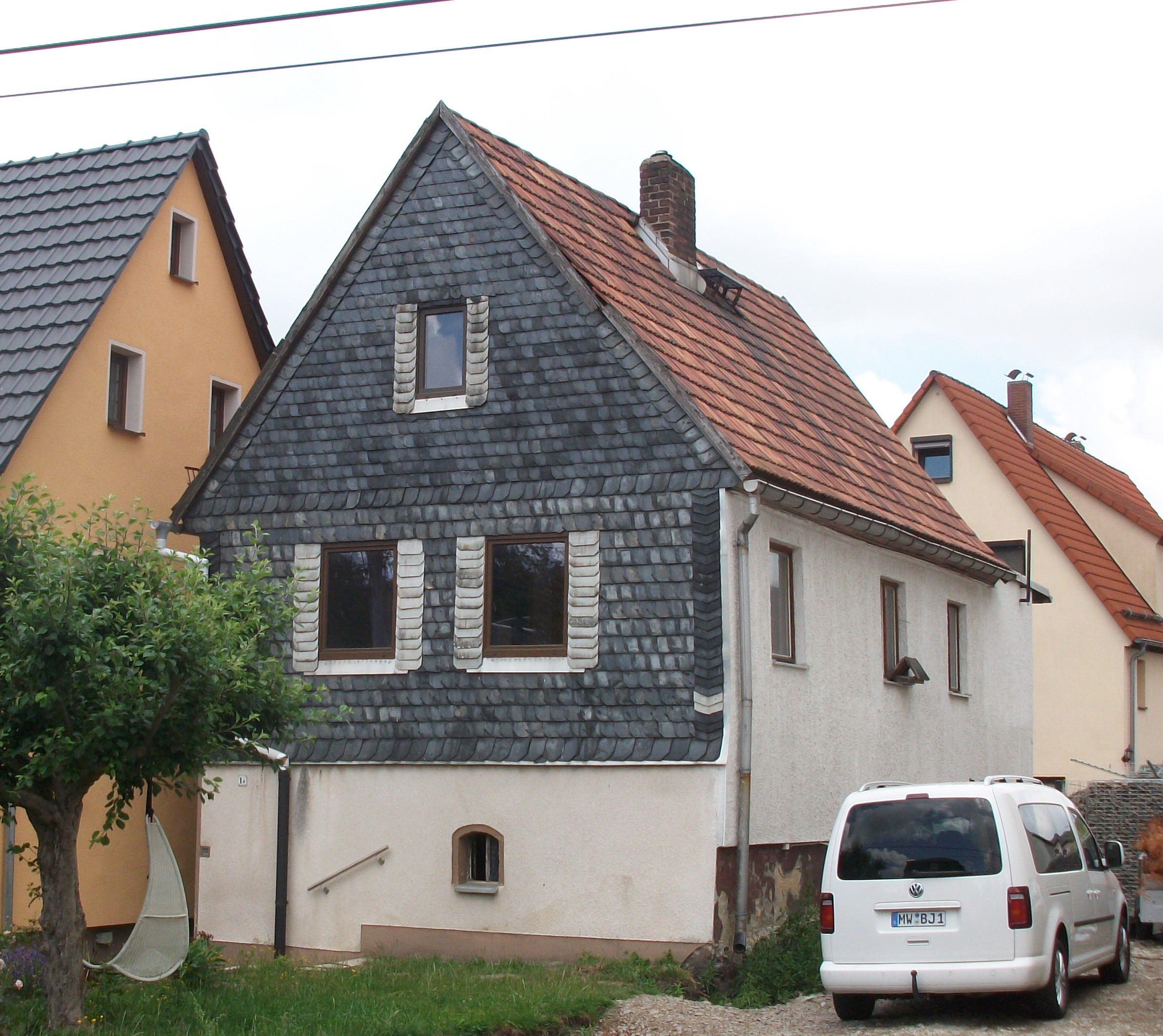
Claußnitz, Geburtshaus Daniel Gottlob Türk

Daniel Gottlob Türk wurde als zweitältester Sohn des gräflich-schönburgischen Musicus instrumentalis Daniel Türk geboren. Der Vater war im Hauptberuf Strumpfwirker und arbeitete gelegentlich als Schreiber der Bergwerksbehörde. Er erteilte dem kleinen Gottlob den ersten Geigenunterricht und führte diesen an die Musik heran, die sein Lebensinhalt werden sollte.
Als Schüler der Dresdner Kreuzschule in den Jahren von 1764 bis 1767 wurde der Kantor und Bach-Schüler Gottfried August Homilius sein musikalischer Mentor. Von 1772 an studierte er zwei Jahre an der Universität Leipzig, wo er vom Thomaskantor Johann Adam Hiller stark gefördert und beeinflusst wurde. Er führte ihn in die Musik des Barock (vor allem Händel) ein und legte durch seine hervorragende theoretische und praktische Arbeit als Musikpädagoge die Grundlagen für Türks spätere Erfolge.
Über drei Monate erhielt er von Johann Wilhelm Häßler Klavierunterricht. Dank Hillers Empfehlung erhielt Türk 1774 das Kantorat an der Ulrichskirche in Halle und die damit verbundene Stelle als Musiklehrer am Lutherischen Gymnasium.
Auf seinen eigenen Antrag vom 18. April 1779 erhielt er das Recht, an der hallischen Friedrichs-Universität Vorlesungen über die Theorie der Musik und die musikalische Satzkunst abzuhalten. Mit dieser ehrenvollen Berufung war für Halle gleichzeitig die erstmalige Verleihung des Titels „Universitäts-Musikdirektor“ verknüpft. Türk war der zweite Universitäts-Musikdirektor, der je in Deutschland ernannt wurde. Zu seinen Schülern dort gehörte u. a. der Zelter-Schüler Johann Friedrich Naue.
Türk bildete aus der Studentengemeinde ein akademisches Collegium musicum. Er betreute musikalisch alle Universitätsveranstaltungen und hatte Studenten und Professoren als ständigen Hörerstamm. Als er mit seiner Konzerttätigkeit begann, gab es in Halle bereits ein Collegium musicum, das der Universitätsmusicus und Flötenspieler Johann Christoph Gottfried Weinmann leitete. Die anfängliche Konkurrenz verwandelte sich bald in eine enge Zusammenarbeit, als Weinmann im Jahr 1782 Türks Stellvertreter im vereinigten Collegium musicum wurde.
Im Jahr 1783 heiratete er Johanna Dorothea Rosine Schimmelpfennig (1763–1808), mit der er drei Kinder hatte: Wilhelm August (1785–1853), den späteren Oberbürgermeister und Landrat von Erfurt, Ferdinanda Amalia Wilhelmina (1793–1795) und Friederike Wilhelmine Ferdinande (1797–1872), die „Nantchen“ genannt wurde und später den jüngsten Sohn von Legat heiratete. Die musikalisch begabte Tochter wirkte bereits in jungen Jahren als Konzertpianistin und wurde im Jahre 1809 mit Klavierstücken von Mozart in der Allgemeinen Musikalischen Zeitung öffentlich anerkannt.
Im Jahre 1786 erwarb er das hallesche Bürgerrecht und wurde ein Jahr später Organist an der Marienkirche in Halle. Sein 1787 veröffentlichtes Werk Von den wichtigsten Pflichten eines Organisten - Ein Beytrag zur Verbesserung der musikalischen Liturgie ist das erste wirklich umfassende Lehrwerk zur Orgelspielkunst. Jahrelang setzte er sich für die Renovierung der Cuntzius-Orgel von 1716 ein. Zur Neueinweihung 1796 wurde Türks Choralkantate Wenn Christus seine Kirche schützt aufgeführt.
Die Ehrendoktorwürde der Philosophischen Fakultät wurde ihm 1808 verliehen. Zeitgleich wurde er von der Universität zum Professor der Musik befördert. Nach dem Tod seiner Frau übernahm er 1808 die Leitung des Stadtsingechores. Zu seinen Schülern zählten u. a. Karl Traugott Zeuner (1775–1841), Adolf Bernhard Marx (1795–1866) und Carl Loewe (1796–1869). Türk erkrankte 1813 an einem schweren Leberleiden, an dessen Folgen er kurz darauf verstarb.
Besondere Verdienste erwarb sich Türk um die Wiederbelebung der Musik Georg Friedrich Händels. Er komponierte 18 Klaviersonaten und mehrere Lieder, auch zwei Kantaten für die Hallenser Freimaurerloge „Zu den drei Degen“, ohne deren Mitglied zu sein.

## Werke
Seine theoretischen und didaktischen Werke sind:
- Von den wichtigsten Pflichten eines Organisten (Leipzig u. Halle 1787, neue Ausgabe von Naue. 1838)
- Klavierschule oder Anweisung zum Klavierspielen für Lehrer und Lernende mit kritischen Anmerkungen. (Leipzig und Halle 1789)
- Kurze Anweisung zum Generalbaßspielen (Leipzig 1791; 5. Auflage: von Naue, 1841)
- Anleitung zu Temperaturberechnungen (Leipzig 1806, 1808 gedruckt)